# Медер, Джино
Джино Медер (нем. Gino Mäder; 4 января 1997, Флавиль, Санкт-Галлен, Швейцария — 16 июня 2023, Кур, Швейцария) — швейцарский профессиональный шоссейный и трековый велогонщик.

## Достижения

### Трек
2012
3-й Чемпионат Швейцарии — командный спринт
2015
 Чемпион Швейцарии — омниум U19
 Чемпионат мира — командная гонка преследования U19
2-й Чемпионат Швейцарии — мэдисон
2017
2-й Кубок мира — командная гонка преследования, Милтон
2-й Чемпионат Швейцарии — мэдисон
3-й Чемпионат Швейцарии — командная гонка преследования

## Статистика выступления наГранд-турах
| Гонка / Год     | 2020 | 2021   | 2022 |
| --------------- | ---- | ------ | ---- |
| Джиро д'Италия  | —    | —      | —    |
| Тур де Франс    | —    | DNF-12 | —    |
| Вуэльта Испании | 20   | 5      | 19   |

## Рейтинги
| Год                 | 2017   | 2018  | 2019  | 2020  | 2021 | 2022  | 2023  |
| ------------------- | ------ | ----- | ----- | ----- | ---- | ----- | ----- |
| Мировой рейтинг UCI | 1506-й | 308-й | 361-й | 390-й | 79-й | 138-й | 285-й |
| Европейский тур UCI | 963-й  | 293-й | 292-й | 319-й | 66-й | 115-й | -     |
|                     |        |       |       |       |      |       |       |
| Источник: UCI       |        |       |       |       |      |       |       |

## Обстоятельства гибели
15 июня 2023 года, на пятом этапе веломногодневки Тур Швейцарии, приблизительно за 10 км до финиша, на спуске с перевала Альбула Пасс (неподалёку от населённого пункта Ла-Пунт-Чамуэшч), выбрав недостаточный радиус поворота при заходе в крутой левый вираж, на скорости около 100 км/ч выехал за пределы дорожного полотна и окончательно потеряв контроль над велосипедом, сорвался в глубокий овраг, пролетев несколько десятков метров вниз по пологому склону. Прибывшая на место трагедии уже через несколько минут бригада медиков обнаружила Джино без сознания и начала немедленно проводить сердечно-лёгочную реанимацию. Вскоре на вертолёте его доставили в больницу города Кур, однако травмы оказались слишком тяжёлыми и на следующий день он скончался. Вместе с Джино в этот же овраг сорвался и американский гонщик Магнус Шеффилд, но получил менее серьёзные травмы и даже оставался в сознании. Позже в больнице у него диагностировали сотрясение мозга.